# Chokladhaj
Chokladhaj (Dalatias licha) är en haj som tillhör familjen sömnhajar.

## Utseende
En cylindrisk haj med kort, trubbig nos och ryggfenor utan taggar. Honan blir vanligtvis upp till 160 cm lång och hanen 120 cm; maxlängden ligger emellertid på 182 cm. Tänderna i ovankäken är slanka och spetsiga, medan underkäkens tänder är stora, triangulära och sågtandade. Färgen är mörkt chokladbrun, kanelfärgad, brunviolett eller mörkgrå, ofta med vaga svarta fläckar på ovansidan. Fenkanterna är vita eller genomskinliga, med undantag av stjärtfenan som har svarta spetsar.

## Vanor
Chokladhajen är en ensamlevande art som vanligen håller till strax ovanför bottnen på djup mellan 200 och 600 m. Den kan emellertid gå ner till 1 800 m, och även vistas pelagiskt upp till 40 m. Födan består av benfiskar, rockor och andra hajar, bläckfiskar och kräftdjur. Den kan hugga mindre bitar ur stora, levande byten.

### Fortplantning
Arten är levandefödare som föder 10 till 16 ungar med en längd av omkring 30 cm.

## Utbredning
Chokladhajen finns på kontinentalhyllorna och dess sluttningar i tempererade och tropiska hav som Atlanten, där den återfinns från Island och västra Brittiska öarna via västra Medelhavet och Marocko till Kamerun; i västra delen lever den från Nova Scotia i Kanada till norra Mexikanska golfen. Den finns också i västra Indiska oceanen från Sydafrika till Moçambique, samt i centrala och västra Stilla havet vid Hawaii och runt Japan, Australien och Nya Zeeland.

## Kommersiell användning
Arten är föremål för lokalt fiske, huvudsakligen som bifångst vid trålning och krokfiske. Främsta användningen är som producent av hajleverolja, men den används även för konsumtion och som industrifisk.

## Status
IUCN har klassificerat arten som nära hotad ("NT"), främst på grund av minskade fångstsiffror och artens långsamma utveckling.